# Janetaescincus braueri
Janetaescincus braueri — вид сцинкоподібних ящірок родини сцинкових (Scincidae). Ендемік Сейшельських Островів. Вид названий на честь німецького зоолога Августа Брауера.

## Поширення і екологія
Janetaescincus braueri мешкають на островах Мае і Силует в архіпелазі Сейшельських островів. Вони живуть у незайманих вологих тропічних лісах. Ведуть риючий спосіб життя, відкладають яйця.

## Збереження
МСОП класифікує цей вид як такий, що перебуває під загрозою зникнення. Janetaescincus braueri загрожує хижацтво з боку інтродукованих мурах звичайних тенреків (Tenrec ecaudatus) та знищення природного середовища.